# Liste d'élections en 1867
Chronologie des élections
- 1863
- 1864
- 1865
- 1866
- 1867
- 1868
- 1869
- 1870
- 1871

Cet article recense les élections organisées durant l'année 1867.

## Événements géopolitiques d'intérêt national ou international en 1867
Cette section concerne des événements d'intérêt géopolitique relatifs à des états souverains, éventuellement fédéraux mais qui ne soient ni élections ni référendums. Ces événements peuvent être d'intérêt national, voire international, d'origine nationale ou étrangère.
| Date     | État                                 | Événement |
| -------- | ------------------------------------ | --- |
| 16 avril | Confédération de l'Allemagne du Nord | Adoption par le Reichstag constituant de la Constitution de la Confédération de l'Allemagne du Nord, promulguée le 14 juin. - Organisation de la Confédération de l'Allemagne du Nord par Bismarck, qui rédige le projet de constitution soumis aux princes et à un Reichstag constituant élu au suffrage universel. - Les vingt-trois États reconnaissent au roi de Prusse une présidence héréditaire. - Souverains en matières financière, judiciaire, religieuse et scolaire, les États dépendent de la Confédération pour la politique extérieure, les douanes, la monnaie, l'armée et les postes. - Deux chambres, un Reichstag élu au suffrage universel masculin et un Bundesrat, formé des délégués des États, se partagent le pouvoir législatif. - Le roi de Prusse nomme un chancelier responsable devant lui. - Les questions douanières sont de la compétence d'un Zollparlament composé de députés du Reichstag auxquels se joint une représentation élue au suffrage universel des États du Sud. - La Constitution entre en vigueur le 1er juillet. |

## Élections nationales en 1867
Cette section concerne les élections législatives et présidentielles dans un état souverain, éventuellement fédéral, ainsi que leurs principaux référendums.
| Date                           | État              | Élection ou référendum                    | Contexte                                                                    | Résultat | |
| ------------------------------ | ----------------- | ----------------------------------------- | --------------------------------------------------------------------------- | --- | --- |
| 4 juin 1866 - 6 septembre 1867 | États-Unis        | Législatives (chambre (en) et sénat (en)) |                                                                             | Cette section est vide, insuffisamment détaillée ou incomplète. Votre aide est la bienvenue ! Comment faire ? | |
| 3 janvier                      | Équateur          | Vice-présidentielle (es)                  |                                                                             | Cette section est vide, insuffisamment détaillée ou incomplète. Votre aide est la bienvenue ! Comment faire ? | |
| 4 février                      | Portugal          | Législatives (en)                         |                                                                             | Cette section est vide, insuffisamment détaillée ou incomplète. Votre aide est la bienvenue ! Comment faire ? | |
| 12 février                     | Allemagne du Nord | Législatives (février)                    |                                                                             | Cette section est vide, insuffisamment détaillée ou incomplète. Votre aide est la bienvenue ! Comment faire ? | |
| 10 mars                        | Espagne           | Générales                                 |                                                                             | Cette section est vide, insuffisamment détaillée ou incomplète. Votre aide est la bienvenue ! Comment faire ? | |
| 10 mars - 17 mars              | Italie            | Législatives                              |                                                                             | Cette section est vide, insuffisamment détaillée ou incomplète. Votre aide est la bienvenue ! Comment faire ? | |
| 20 - 28 mars                   | Bohême            | Autriche-Hongrie                          | Régionales (cs)                                                             | | Cette section est vide, insuffisamment détaillée ou incomplète. Votre aide est la bienvenue ! Comment faire ? |
| 1er mai                        | Liberia           | Présidentielle                            |                                                                             | Cette section est vide, insuffisamment détaillée ou incomplète. Votre aide est la bienvenue ! Comment faire ? | |
| 11 juin                        | Belgique          | Législatives (nl)                         |                                                                             | Cette section est vide, insuffisamment détaillée ou incomplète. Votre aide est la bienvenue ! Comment faire ? | |
| 31 août                        | Allemagne du Nord | Législatives (août)                       | Élections du Reichstag de la nouvelle Confédération de l'Allemagne du Nord. | Cette section est vide, insuffisamment détaillée ou incomplète. Votre aide est la bienvenue ! Comment faire ? | |
| 22 septembre                   | Mexique           | Référendum (en)                           |                                                                             | Cette section est vide, insuffisamment détaillée ou incomplète. Votre aide est la bienvenue ! Comment faire ? | |
| 22 septembre - 7 octobre       | Mexique           | Fédérales                                 |                                                                             | Cette section est vide, insuffisamment détaillée ou incomplète. Votre aide est la bienvenue ! Comment faire ? | |
| 30 octobre                     | Prusse            | Législatives                              | Dissolution de la Chambre des représentants le 22 septembre                 | Cette section est vide, insuffisamment détaillée ou incomplète. Votre aide est la bienvenue ! Comment faire ? | |
| Décembre                       | Roumanie          | Générales (en)                            |                                                                             | Cette section est vide, insuffisamment détaillée ou incomplète. Votre aide est la bienvenue ! Comment faire ? | |

## Élections en subdivisions nationales en 1867
Cette section concerne les élections législatives dans un État fédéré, une subdivision territoriale ou une colonie d'un État souverain, ainsi que leurs principaux référendums.
| Date                   | Subdivision  | État               | Élection ou référendum | Contexte | Résultat |
| ---------------------- | ------------ | ------------------ | ---------------------- | -------- | --- |
| 1867                   | Dalmatie     | Empire d'Autriche  | Législatives (hr)      |          | Cette section est vide, insuffisamment détaillée ou incomplète. Votre aide est la bienvenue ! Comment faire ? |
| 1837                   | Îles Féroé   | Danemark           | Générales (en)         |          | Cette section est vide, insuffisamment détaillée ou incomplète. Votre aide est la bienvenue ! Comment faire ? |
| 24 janvier - 5 février | Bohême       | Empire d'Autriche  | Régionales (cs)        |          | Cette section est vide, insuffisamment détaillée ou incomplète. Votre aide est la bienvenue ! Comment faire ? |
| mai                    | Cisleithanie | Autriche-Hongrie   | Législatives (de)      |          | Cette section est vide, insuffisamment détaillée ou incomplète. Votre aide est la bienvenue ! Comment faire ? |
| juin - juillet         | Reuss b.a.   | Allemagne du Nord  | Législatives (de)      |          | Cette section est vide, insuffisamment détaillée ou incomplète. Votre aide est la bienvenue ! Comment faire ? |
| 18 juin - 19 juillet   | Quensland    | Empire britannique | Coloniale (en)         |          | Cette section est vide, insuffisamment détaillée ou incomplète. Votre aide est la bienvenue ! Comment faire ? |
| 7 août - 20 septembre  | Canada       | Empire britannique | Fédérales              |          | Le Parti conservateur/libéral-conservateur forme un gouvernement majoritaire sous le premier ministre John A. Macdonald. Le Parti libéral du Canada forme l'Opposition officielle. James Cockburn détient la présidence de la Chambre des communes[réf. nécessaire]. |
| 5 novembre             | Kansas       | États-Unis         | Référendum (en)        |          | Cette section est vide, insuffisamment détaillée ou incomplète. Votre aide est la bienvenue ! Comment faire ? |